# Vesce (Horní Stropnice)

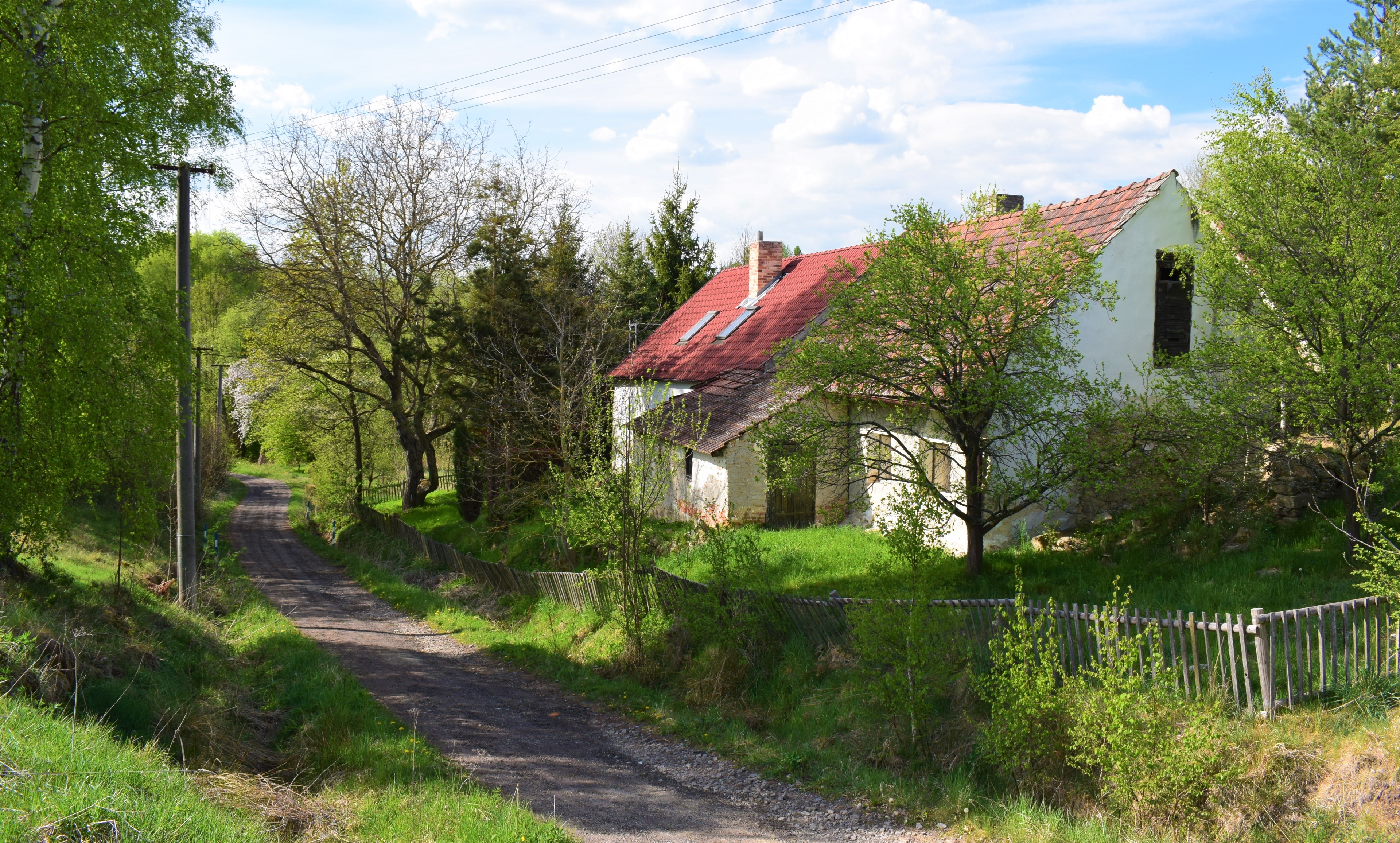
Haus Nr. 1

Vesce (deutsch Dörfles) ist ein Ortsteil der Gemeinde Horní Stropnice (Strobnitz) im Okres České Budějovice in Tschechien. Das verlassene Dorf liegt sechseinhalb Kilometer südwestlich von Nové Hrady (Gratzen) in den Novohradské podhůří (Gratzener Gebirgsvorland).

## Geographie
Das ehemalige Platzdorf Vesce befindet sich im Tal eines linken Zuflusses zum Bach Žárský potok. Im Süden erhebt sich der Vlčkův vrch (639 m n.m.) und nordwestlich die Kamenská hora (631 m n.m.). Im südlichen Teil der Gemarkung liegen die Teiche Tomandl, Kalený rybník, Kudla und Podlesní rybník. Vesce liegt im Naturpark Novohradské hory.
Nachbarorte sind Božejov (Buschendorf) im Norden, Střeziměřice (Tritschmersch) und Svébohy (Zweiendorf) im Nordosten, Humenice (Maierhof) und Olbramov (Wolfersdorf) im Osten, Meziluží (Gutenbrunn) im Südosten, Konratice (Kainretschlag) im Süden, Rychnov u Nových Hradů (Deutsch Reichenau) und die Wüstung Peštovec (Perstenhof) im Südwesten sowie Kamenná (Sacherles), Klažary (Glasern) und Žumberk (Sonnberg) im Nordwesten.

## Geschichte
Die erste schriftliche Erwähnung des Dorfes und des Hofes Vesce erfolgte 1496, als Ulrich Pauzar von Michnitz die Herrschaft Zuckenstein erbte. Dessen Sohn Schweighardt überschrieb Dörfles seiner Frau Ludmilla von Langendorf, die das Gut ihren Geschwistern hinterließ. Im Jahre 1541 gehörte bereits ein Teil von Dorfles zur Herrschaft Gratzen. 1543 wurde das Dorf als Wescze bezeichnet.  Der übrige Teil von Dörfles verblieb zunächst weiter bei der Herrschaft Zuckenstein, gelangte dann aber zum Gut Sonnberg. Der Gratzener Anteil wurde 1594 durch Peter Wok von Rosenberg von der Totenfälligkeit befreit. Von den Erben des Heinrich Pauzar von Michnitz († 1600) erwarb  Peter Wok von Rosenberg im Jahre 1602 auch das Gut Sonnberg einschließlich des zugehörigen Anteils von Dörfles. Im Jahre 1610 schenkte er kurz von seinem Tode das Gut Sonnberg mit den zugehörigen Dörfern Veska, Kondratce, Klenna und Pěčín seinem Sekretär Theobald Hock von Zweibrück und dessen Bruder Johann. Durch die Erben des letzten Rosenbergers wurde Theobald Hock der Urkunden- und Testamentsfälschung sowie der Erschleichung des Adelstitels bezichtigt und 1618 wegen dieser Delikte zum Tode verurteilt. Das Gut Sonnberg mit allem Zubehör wurde Peter von Schwanberg zugesprochen, diesem aber wegen seiner Beteiligung am Ständeaufstand von 1618 bald wieder konfisziert. Im Februar 1621 verlieh Ferdinand II. das Gut Sonnberg zusammen mit der Herrschaft Gratzen an seinen Feldherrn Charles Bonaventure de Longueval, Comte de Bucquoy, dessen Nachfahren den Besitz über mehr als drei Jahrhunderte hielten. Karl Philipp de Longueval errichtete 1669 auf den böhmischen Familiengütern ein Majorat. Im Jahre 1788 bestand Dörfles aus zehn Häusern.
Im Jahre 1840 bestand das im Budweiser Kreis gelegene Dorf Dörfles aus elf Häusern mit 43 deutschsprachigen Einwohnern. Pfarr- und Schulort war Sonnberg. 1845 wurde die neue steinerne Waldkapelle am Hasenbrunn errichtet. Bis zur Mitte des 19. Jahrhunderts blieb Dörfles der Fideikommissherrschaft Gratzen untertänig.
Nach der Aufhebung der Patrimonialherrschaften bildete Dörfles / Vesce ab 1850 einen Ortsteil der Gemeinde Buschendorf  / Božejov im Gerichtsbezirk Gratzen. 1868 wurde das Dorf dem Bezirk Kaplitz zugeordnet und nach Sonnberg / Žumberk eingemeindet. Im Jahre 1869 bestand Dörfles aus 13 Häusern und hatte 83 Einwohner. Im Jahre 1900 hatte Dörfles 81 Einwohner, 1910 waren es 84.
Nach dem Ersten Weltkrieg zerfiel der Vielvölkerstaat Österreich-Ungarn, das Dorf wurde 1918 Teil der neu gebildeten Tschechoslowakischen Republik. Beim Zensus von 1921 lebten in den 13 Häusern von Dörfles 74 Personen, davon 73 Deutsche und ein Tscheche. 1930 lebten in den 15 Häusern von Dörfles 72 Personen. Nach dem Münchner Abkommen wurde Dörfles im Oktober 1938 dem Deutschen Reich zugeschlagen und gehörte bis 1945 zum Landkreis Kaplitz. Nach dem Ende des Zweiten Weltkrieges kam Vesce zur wiedererrichteten Tschechoslowakei zurück. Nach der Vertreibung der meisten deutschen Bewohner wurde das Dorf nur schwach mit Tschechen wiederbesiedelt. 1949 erfolgte die Aufhebung des Okres Kaplice und die Umgliederung des Dorfes in den Okres Trhové Sviny; zugleich wurde Vesce nach Meziluží umgemeindet. 1950 lebten in den 13 Häusern von Vesce 25 Personen. Im Zuge der Gebietsreform von 1960 wurde Vesce nach Horní Stropnice eingemeindet und dem Okres České Budějovice zugeordnet. 1961 hatte Vesce 27 Einwohner, im Jahre 1970 waren es nur noch fünf. Zum 1. Juli 1980 wurde Vesce als Ortsteil aufgehoben. Beim Zensus von 1980 hatte Vesce keine ständigen Einwohner mehr, daran hat sich bis heute nichts geändert. Seit dem 1. Mai 2003 wird Vesce wieder als Ortsteil von Horní Stropnice geführt. Von den drei gut erhaltenen Gehöften des Dorfes wird keines mehr zu Wohnzwecken genutzt; das vierte Gehöft ist in einem ruinösen Zustand, von fünf weiteren Häusern sind Mauerreste erhalten. Das Ortsbild bietet einen verwahrlosten Eindruck, da lediglich drei Privatgrundstücke gepflegt werden und das ehemalige Ortszentrum – der Dorfplatz – verwildert und stark verbuscht ist.

## Ortsgliederung
Zu Vesce gehört die Wüstung Tomandlův Dvůr (Tomandlhof).
Der Ortsteil ist Teil des Katastralbezirkes Meziluží.

## Sehenswürdigkeiten
- Gusseisernes Kreuz auf hohem Steinsockel auf dem ehemaligen Dorfanger von Vesce, errichtet 1884
- Waldkapelle der Jungfrau Maria am Hasenbrunn (Zaječí pramen) nordwestlich des Dorfes am Fuße der Kamenská hora. Der 1750 errichtete hölzerne Bau wurde 1845 durch eine steinerne Nischenkapelle im südböhmischen Bauernbarockstil ersetzt. Die verfallene Kapelle wurde nach 1989 restauriert.